# 西安体育学院

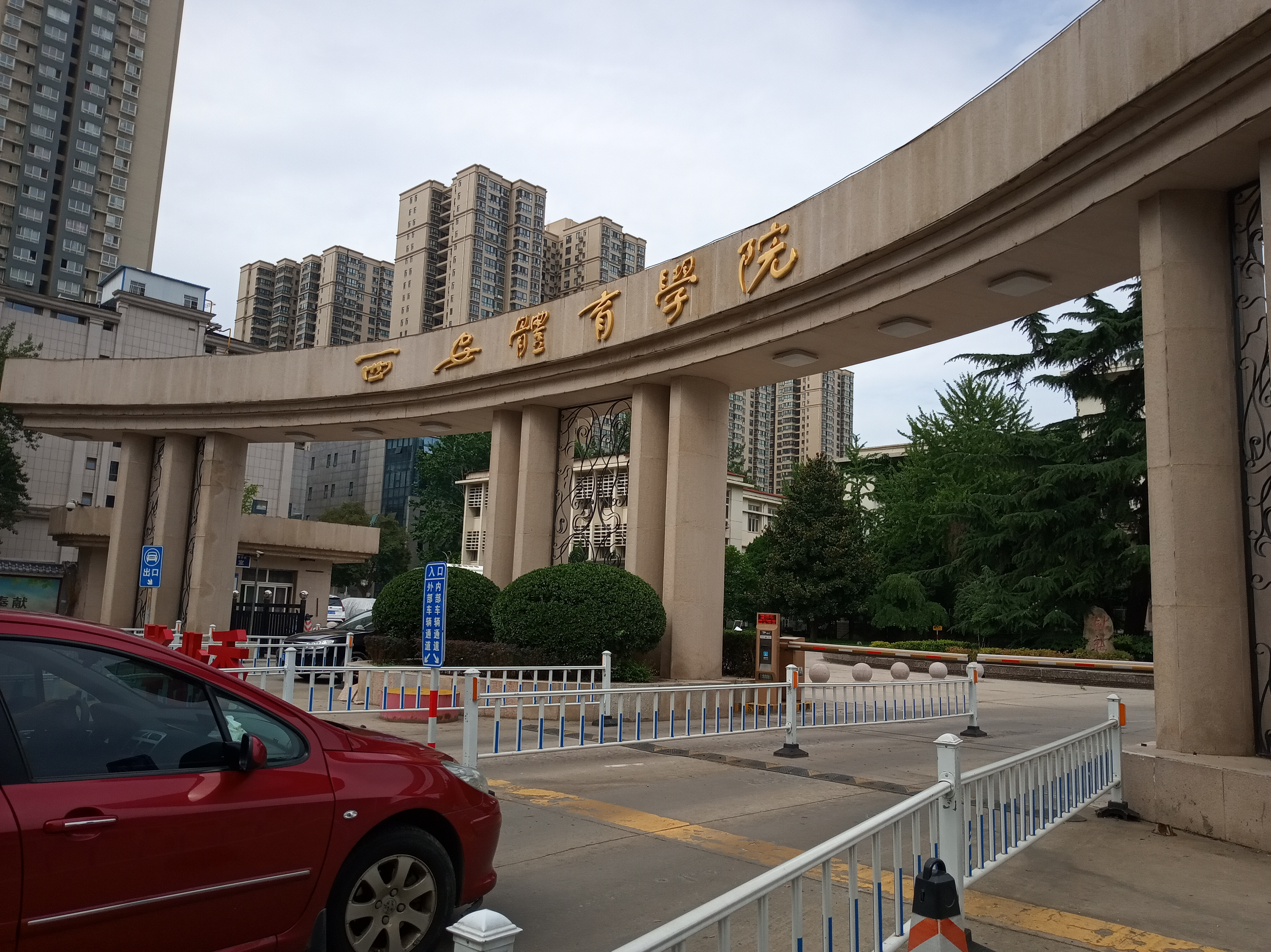
西安体育学院本部西门

西安体育学院（英語：Xi' an physical education university，简称西安体院），位于陕西省西安市，坐落在西安著名景点小雁塔之西侧。创建于1954年，是国家体育总局与陕西省共建院校，也是中国西北地区唯一一所体育高等学府。